# 483
Cette page concerne l'année 483  du calendrier julien. Pour l'année 483 av. J.-C., voir 483 av. J.-C. Pour le nombre 483, voir 483 (nombre).
L'année 483 est une année commune qui commence un samedi.

## Événements
- 13 mars : début du pontificat de Félix III (fin en 492)[1].

- Théodoric, roi des Ostrogoths révolté contre Zénon depuis 478, marche sur Constantinople. Zénon lui attribue alors le titre de « maître des milices » et lui accorde la Mésie[2].

## Naissances en 483
- 11 mai : Justinien Ier, empereur byzantin de 527 à 565.

## Décès en 483
- 4966 martyrs d'Afrique : le roi Vandale, Hunéric, fait arrêter 4 966 évêques, prêtres, diacres et autres « membres de l’Église » refusant de se convertir à l'arianisme et les déporte dans le désert de Tunisie, puis les fait exécuter : ce sont les 4966 martyrs d'Afrique[3].